# راکت سنتر (ویرجینیای غربی)
راکت سنتر (به انگلیسی: Rocket Center) یک منطقهٔ مسکونی در ایالات متحده آمریکا است که در شهرستان مینرال، ویرجینیای غربی واقع شده‌است.